# Менар, Малика
Малика Менар (фр. Malika Ménard; род. 14 июля 1987, Ренн, Франция) —
французская модель, победительница конкурса Мисс Франция в 2010 году. Также является победительницей конкурса «Мисс Нормандия 2009» и участницей конкурса «Мисс Вселенная 2010», на котором вошла в Top15, заняв в итоге 13-е место.

## Биография
На данный момент Малика Менар является студенткой университета города Кан, в будущем хочет стать журналисткой. В университете она изучает литературу и журналистику.
Она была подругой футболиста Бенуа Костиля, когда он играл за футбольный клуб города Кан, с которым она встречалась во время учёбы в колледже, а затем в лицее.
Малика Менар, от рождения шатенка с голубыми глазами, у которой «всё натуральное» — и цвет волос, и размер груди.
На протяжении нескольких месяцев будущая «Мисс Франция 2010» оставалась фавориткой конкурса, а её имя и фамилия превратились в один из самых популярных интернет-запросов. Общенациональный конкурс стал для неё третьим состязанием на звание «самой красивой девушки» и третьей победой: ранее Малика уже была признана «Мисс Кальвадос» и «Мисс Нормандия». Жюри не скрывало своего восхищения её природной грацией, а зрители обсуждали очаровательную улыбку «мадемуазель Менар» и её «необычайно длинные ноги». Незадолго до финала конкурса широкой публике стала доступна информация о том, что отец Малики — уроженец Алжира. Поклонники красавицы немедленно сравнили её со знаменитой французской актрисой Изабель Аджани, которая, как известно, приходится дочерью алжирского эмигранта и немки.

## Мисс Франция 2010
Жюри конкурса: актриса Ариель Домбаль (председатель жюри), Жан-Поль Готье, актёр Джимми Жан-Луи, ведущий, актёр Жан-Люк Райхманн, Мисс Франция 1999 певица и актриса Марева Галанте, актёр Ксавье Делюк и актриса Фарида Кхелфа.
Малика Менар впервые появилась на телевидении в качестве Мисс Франция. За неё отдали 34 % голосов зрителей, за Мисс Рона — Альпы (20,1 %), за Мисс Бретань (18,4 %), за Мисс Прованс (16,1 %), за Мисс Керси-Пайерг (11 %).
Места в финале конкурса распределились так:
- Мисс Франция 2010: Малика Менар, 22 года, Мисс Нормандия
- 1 вице-мисс: Вирджини Дешене, 23 года, Мисс Рона-Альпы
- 2 вице-мисс: Мелани Крэгне, 19 лет, Мисс Бретань
- 3 вице-мисс: Эмили Корби, 21 год, Мисс Прованс
- 4 вице-мисс: Натали Ампле, 19 лет, Мисс Керси-Пайерг
- 5 вице-мисс: Кассандра Ролан, 18 лет, Мисс Орлеан[8]
- 6 вице-мисс: Тинефа Найсо, 20 лет, Мисс Гайана

Малика Менар была коронована как Мисс Франция 5 декабря 2009 года. В качестве приза она получила новую машину, квартиру в Париже на год, и 4 000 евро.

## Титулы Малики Менар
- Мисс Кальвадос 2009
- Мисс Нормандия 2009
- Мисс Франция 2010